# Madeleine M. Kunin

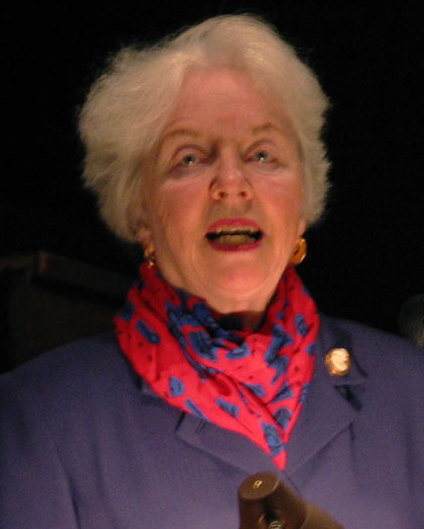
Madeleine M. Kunin.

Madeleine May Kunin, född 28 september 1933 i Zürich, är en schweizisk-amerikansk diplomat och politiker (demokrat). Hon var guvernör i delstaten Vermont 1985–1991. Hon tjänstgjorde som USA:s ambassadör i Schweiz 1996–1999.
Hon kom 1940 till USA med sina föräldrar och avlade 1956 sin kandidatexamen vid University of Massachusetts Amherst. Hon avlade sedan 1957 sin master i journalistik vid Columbia University och gifte sig 1961 med Arthur Kunin. Paret fick fyra barn och äktenskapet slutade 1995 i skilsmässa. Hon gifte om sig 2006 med John Hennessey.
Madeleine M. Kunin avlade 1967 ytterligare en master, den gången i engelsk litteratur, vid University of Vermont. Hon arbetade som journalist på dagstidningen The Burlington Free Press och undervisade vid Middlebury College.
Kunin var viceguvernör i Vermont 1979–1983. Hon förlorade guvernörsvalet 1982 mot ämbetsinnehavaren Richard A. Snelling. Två år senare ställde Snelling inte längre upp för omval och Kunin vann valet. Hon tillträdde guvernörsämbetet den 10 januari 1985 som delstatens första kvinnliga och första judiska guvernör. Hon var också den första judiska kvinnan som valdes till guvernör i en amerikansk delstat. Kunin omvaldes två gånger. Hon ställde inte upp för omval i guvernörsvalet 1990 och efterträddes som guvernör i januari 1991 av företrädaren Snelling.
Bill Clinton utnämnde 1993 Kunin till biträdande utbildningsminister och sedan 1996 till ambassadör i Schweiz. Hon ackrediterades den 10 februari 1997 även till Liechtenstein, något som inte hade gällt hennes företrädare. Kunin efterträddes 1999 som ambassadör av J. Richard Fredericks.
Kunin har skrivit böckerna The Big Green Book: A Four-Season Guide to Vermont (1976), Living a Political Life (1995) och Pearls, Politics and Power: How Women Can Win and Lead (2008).